# العاصمية (المفتاح)

تعديل مصدري - تعديل

العاصمية هي إحدى قرى عزلة الجبر الاعلى بمديرية المفتاح التابعة لمحافظة حجة، بلغ تعداد سكانها 38 نسمة حسب تعداد اليمن لعام 2004.